# ZTE
ZTE Corporation (chino: 中兴通讯), es un proveedor global de equipamiento de telecomunicaciones y soluciones de redes (GSM, CDMA, CDMA2000, W-CDMA, TD-SCDMA, FDD-LTE, TDD-LTE, IMS, NGN, PSTN, SDH , ADSL, IPTV, Value Added Services) con sede en Shenzhen, China. La compañía fue creada en 1985.
Desde 1996 la compañía ha proporcionado productos y servicios en 135 países y regiones del Sureste asiático, Asia meridional, Norteamérica, Europa, Latinoamérica, África y la Comunidad de Estados Independientes. A través de una combinación de marketing estratégico, diferenciación de productos, mejora de las ventajas de costo, optimización de los recursos humanos y manejo de la propiedad intelectual, ZTE ha establecido lazos comerciales con cerca de 500 operadores en el mundo. Posee el 15% de la compañía venezolana Vtelca.
Además de teléfonos móviles, ZTE desarrolla y fabrica equipos de telecomunicaciones para redes fijas, móviles de datos, ópticas inteligentes y de próxima generación.
Al igual que Huawei, la empresa ha sido criticada en los Estados Unidos por sus posibles vínculos con el gobierno chino, que podrían permitir la vigilancia. En 2017, ZTE fue multada por exportar ilegalmente tecnología estadounidense a Irán y Corea del Norte en violación de las sanciones económicas. En abril de 2018, después de que la empresa no reprendiera adecuadamente a los empleados involucrados, el Departamento de Comercio de los Estados Unidos prohibió a las empresas estadounidenses (semiconductores) exportar a ZTE durante siete años. La prohibición se levantó en julio de 2018 después de que ZTE reemplazara a su alta gerencia, y aceptó pagar multas adicionales y establecer un equipo de cumplimiento interno por 10 años. En junio de 2020, la Comisión Federal de Comunicaciones designó a ZTE como una amenaza a la seguridad nacional, lo que le impidió recibir cualquier tipo de subsidio de los EE. UU.

## Historia
ZTE, inicialmente fundada como Zhongxing Semiconductor Co., Ltd en Shenzhen, provincia de Guangdong, en 1985, fue incorporada por un grupo de inversionistas asociados con el Ministerio de Industria Aeroespacial de China. En marzo de 1993, Zhongxing Semiconductor cambió su nombre a Zhongxing New Telecommunications Equipment Co., Ltd con un capital de 3 millones de RMB, y creó un nuevo modelo de negocio como entidad económica "estatal y privada". No obstante los vínculos con el estado, la empresa se convirtió en la ZTE Corporation que cotiza en bolsa, después de haber realizado una oferta pública de venta inicial (OPV) en la bolsa de Shenzhen en 1997 y otra en la bolsa de Hong Kong en diciembre de 2004.
Si bien la compañía se benefició inicialmente de las ventas nacionales
, se comprometió a utilizar los ingresos de su OPV de Hong Kong de 2004 para expandir aún más la I+D, las ventas al extranjero a los países desarrollados y la producción en el extranjero. Avanzando en el mercado internacional de telecomunicaciones en 2006, tomó el 40% de los nuevos pedidos mundiales para redes CDMA, encabezando el mercado mundial de equipos CDMA por número de envíos. Ese mismo año también vio a ZTE encontrar un cliente en el Telus canadiense y ser miembro de la Alianza Wi-Fi. Más clientes en países desarrollados pronto siguieron el liderazgo de Telus, y en 2007 ZTE se vendió a Vodafone del Reino Unido, a la española Telefónica, y al australiano Telstra, además de obtener el mayor número de contratos CDMA a nivel mundial. Para 2008, ZTE había logrado una base de clientes global, con ventas en 140 países. 
Después de su primera derrota electoral en el referéndum constitucional de 2007 y la caída de los precios del petróleo, el presidente de Venezuela Hugo Chávez se esforzó para continuar la documentación de su base de apoyo y envió a Shenzhen, en China, a Anthony Daquin, el principal asesor de seguridad de la información del Ministerio de Justicia. Daquin conocieron en el viaje las "tarjetas inteligentes de ciudadanos" desarrolladas por la compañía ZTE y que forman parte del "Sistema de Crédito Social" de China, que califican a las personas según su comportamiento, incluida su solvencia financiera y la actividad política; el buen comportamiento puede hacer que los ciudadanos obtengan descuentos en servicios públicos o préstamos, mientras que de lo contrario se les puede prohibir usar el transporte público o que sus hijos no puedan ingresar a las mejores escuelas.
Para el año 2009, la compañía se había convertido en el tercer proveedor más grande de equipos de telecomunicaciones GSM en todo el mundo, y alrededor del 20% de todos los equipos GSM vendidos en todo el mundo ese año tenía la marca ZTE. A partir de 2011, posee alrededor del 7% de las patentes clave de LTE y ese mismo año lanzó el primer teléfono inteligente con navegación GPS/GLONASS dual, MTS 945. ZTE afirma que dedica el 10% de sus ingresos anuales a la investigación y el desarrollo. producir patentes y licencias de utilidad a un ritmo rápido. ZTE ha presentado 48,000 patentes a nivel mundial, con más de 13,000 otorgadas. En dos años consecutivos (2011 y 2012), a ZTE se le otorgó el mayor número de solicitudes de patentes a nivel mundial, que es la primera para una empresa china.
En 2016, durante la presidencia de Nicolás Maduro y con el recrudecimiento de la crisis económica en Venezuela, en 2016 el gobierno lanzó el programa de los Comités Locales de Abastecimiento y Producción (CLAP), un programa para distribuir paquetes de alimentos subsidiados, y contrató Soltein SA de CV, una compañía con sede en México, para diseñar una plataforma en línea para rastrear los paquetes. Queriendo recabar más información sobre los beneficiarios, el gobierno nacional pidió a la compañía ZTE ayuda para desarrollar códigos QR para el Carnet de la Patria. ZTE desarrolló los códigos a un costo menor de 3 dólares por cuenta y el gobierno venezolano imprimió las tarjetas, vinculándolas a la base de datos de Soltein.
En febrero de 2019, presentó su primer móvil 5G, el Axon 10 Pro.

## Productos y servicios

### Telefonía Móvil
1. ZTE Blade A51
2. ZTE Blade A52
3. ZTE Blade A72
4. ZTE Axon 30, Axon 30 Pro, Axon 30 Ultra
5. ZTE Axon 40, Axon 40 Pro, Axon 40 Ultra

1. ZTE Blade A71
2. ZTE Axon 30, Axon 30 Pro, Axon 30 Ultra
3. ZTE Axon 40, Axon 40 Pro, Axon 40 Ultra
4. Actualmente en el año 2023 lanza axón 50 5g, axón 50 Lite v50 smart y 2024 lanza al mercado axon 60, axón 60 Lite.

## Mercado
ZTE es la empresa china de telecomunicaciones con mayor capitalización bursátil, operando tanto en la bolsa de Shenzhen como la de Hong Kong. Recientemente, ZTE ha sido reconocido como el cuarto fabricante mundial en ventas de teléfonos móviles (último trimestre de 2010).[cita requerida]
A nivel internacional, ZTE registró un rápido crecimiento de los ingresos procedentes de las diferentes regiones. Este crecimiento sostenido fue el resultado de los esfuerzos globales de cooperación, tanto en el mercado de las telecomunicaciones como con la venta de los productos relacionados con las principales operadoras de todo el mundo.
ZTE está valorada en 91 300 millones de dólares, gracias a la expansión que ha tenido recientemente en los mercados emergentes y tiene como máximo competidor a sus vecinos de Huawei Technologies Co Ltd, estos últimos tienen más trabajada la estrategia de venta en mercados occidentales, pero siguen por detrás en lo que a venta total de terminales respecta.

### Patentes
En 2023, el Informe Anual del PCT de la Organización Mundial de la Propiedad Intelectual (OMPI) clasificó a ZTE como el décimo primer lugar mundial en número de solicitudes de patentes realizadas en el marco del Sistema del PCT, con 1,738 solicitudes de patentes publicadas durante 2023.

## Controversias

### Sobornos por contratos

#### Noruega
El gigante noruego de las telecomunicaciones Telenor, uno de los mayores operadores de telefonía móvil del mundo, prohibió a ZTE "participar en licitaciones y nuevas oportunidades de negocio durante 6 meses debido a una supuesta infracción de su código de conducta en un procedimiento de contratación" durante un período de cinco meses que finalizó en marzo de 2009.

#### Filipinas
Los contratos con ZTE para construir una red de banda ancha para el gobierno filipino supuestamente implicaban sobornos a los funcionarios del gobierno. El proyecto fue cancelado posteriormente.

### Venta de sistemas de vigilancia
En diciembre de 2010, ZTE vendió sistemas para la escucha de comunicaciones telefónicas y de Internet a la Compañía de Telecomunicaciones de Irán, controlada por el gobierno. Este sistema puede ayudar a Irán a monitorear y rastrear a los disidentes políticos.

### Seguridad
Al menos un teléfono móvil ZTE (vendido como el ZTE Score en los Estados Unidos por Cricket y MetroPCS) puede ser accedido remotamente por cualquiera con una contraseña fácil de obtener.
ZTE, así como Huawei, ha enfrentado el escrutinio del gobierno federal de los Estados Unidos por las acusaciones de que la vigilancia del gobierno chino podría llevarse a cabo a través de sus teléfonos y equipos de infraestructura. En 2012, el Comité Selecto Permanente de Inteligencia de la Cámara de Representantes emitió un informe en el que recomendaba que se prohibiera al gobierno la compra de equipos de dichas empresas, citándolas como posibles amenazas a la seguridad nacional. La prohibición de las compras gubernamentales de equipos de Huawei y ZTE se formalizó en un proyecto de ley de financiación de la defensa aprobado en agosto de 2018.
Tras las escaramuzas entre China y la India en 2020, la India anunció que se bloquearía la participación de ZTE en la red 5G del país por motivos de seguridad nacional.

## Ventas y proyecciones
En el año 2011 consiguieron vender 15 millones de teléfonos, para el 2012 esperaban un incremento muy superior, llegando a los 50 millones de terminales vendidos gracias a la apertura hacia el mercado europeo y estadounidense.
Estos planes de futuro prevén también que el aumento de ventas sea favorecido debido al poder adquisitivo creciente de los ciudadanos de la República Popular de China, su primer mercado, que debería darles el empujón que necesitan.
Siguiendo con este plan de ruta, desde ZTE Corp estimaban que para el año 2015 la compañía debería estar vendiendo alrededor de 100 millones de teléfonos inteligentes anualmente (el año 2011 se vendieron un total de 472 millones de teléfonos inteligentes en el mundo y, según la consultora Credit Suisse, para 2014 se esperaba duplicar esa cifra).
Por haber vendido productos a Irán la empresa debió pagar en 2018 multas por 1400 millones US$ al gobierno de los Estados Unidos a fin de levantar el bloqueo económico impuesto por la Casa Blanca el cual le impide comprar repuestos y piezas en la nación norteamericana.

## ZTE V9
El ZTE V9 (también conocido como ZTE Light) es una tableta de las más económicas y que entra en la tendencia de integrar un teléfono móvil 3G (GSM banda dual UMTS+ 2100 MHz / 900 MHz). Utiliza el sistema operativo Android (2.1 Éclair). Mide 190 × 115 × 12.5 milímetros, pesa 403 gramos y una batería de iones de litio de 3400 mAh. Tiene botones de encendido y volumen, puerto MicroUSB para carga y datos, una entrada de audio de 3,5 milímetros (no cuenta con HDMI) y dos pequeños altavoces. La pantalla del ZTE V9 es una 7 pulgadas táctil resistiva WVGA con resolución 800 × 480 píxeles. A diferencia del resto de tabletas, que han adoptado el procesador a 1Ghz casi como estándar, el ZTE V9 integra un Qualcomm MSM 7227-1 a 600MHz apoyado en 512MB de RAM, otros 512 de ROM y almacenamiento sobre la base de tarjetas MicroSD de hasta 32GB. El ZTE V9 ofrece el abanico completo de conexiones de los teléfonos inteligentes, con HSUPA a 7.2Mbs en bajada y 2Mbs en subida. También integra WiFi b/g, Bluetooth 2.0 con perfil de audio A2DP, Radio FM y A-GPS con Google Maps. La cámara integrada es de 3 megapixeles (1600x1200 píxeles de resolución).

## ZTE N720
El ZTE N720, conocido en algunos países como ZTE Penguin, es un teléfono inteligente económico que destaca por su calidad de construcción y diseño respecto a otras marcas chinas. Al tratarse de un equipo económico, posee características limitadas como su pantalla táctil resistiva de tan sólo 2,8 pulgadas o su cámara de 3,2 megapixels. No obstante estos recortes de componentes, este móvil destaca por ser un equipo destinado a aquellas personas que quieran usar el sistema operativo Android pero que no tengan el presupuesto suficiente como para adquirir un teléfono inteligente más potente. Además es una opción económica para tener acceso a Internet ya sea por Wi-Fi o 3G. El ZTE N720 se fabrica en la Argentina gracias a la alianza estratégica entre la compañía y la empresa local BGH. En Venezuela esta patentado por la compañía estadal Vtelca con el nombre de Vtelca Caribe 2.

## ZTE Axon M
Se trata del primer teléfono inteligente plegable, o de pantalla doble, del mercado.
Dispone de dos pantallas, con resolución FullHD, de 5,2 pulgadas, con varias configuraciones posibles. Puede utilizarse una pantalla, estando desactivada su gemela, como un teléfono inteligente normal y corriente.
Pueden utilizarse ambas pantallas juntas, creando una de 8 pulgadas, con el pequeño inconveniente de una delgada bisagra central. 
También se puede utilizar plegado, apoyado sobre el perfil de ambas, a 90°, así dos personas pueden disfrutar de un contenido por pantalla.
Tiene asimismo, un modo de funcionamiento doble, que consiste en utilizar las dos pantallas al mismo tiempo, visualizando una aplicación por pantalla. 
Se dota de un procesador Qualcomm Snapdragon 821, de cuatro núcleos (Quad Core).
Dos de ellos rinden a 2,15GHz, y dos más a 2.35GHz, por lo que tiene un rendimiento bastante bueno, aunque sería deseable un OctaCore ya que existen dos pantallas. 
Su sistema operativo es Android N puro, en versión 7.1.2, próximamente podría actualizarse a Android 8.0 Oreo.
Su cámara trasera es de 20mpx. No existe cámara selfie, para aprovechar más porción de cuerpo delantero para las dos pantallas, sin estar obligado a colocar cejas u "hoyos" en una de ellas, como sí tiene el Samsung Galaxy Fold.
Pesa 232 gramos, y tiene una batería de 3180mah, es algo pesado pero con un cuerpo realizado con materiales de buena calidad. Es buena idea llevar consigo una batería externa, de todas formas la que equipa es bastante eficiente. 
Dispone de 4gb de Ram, y de 64gb de memoria intennnna, que además es ampliable a 256gb más mediante la utilización de una tarjeta microSD.
Por el momento, una de las ventajas de la pantalla doble, sin pliegues, es que no cabe duda de su fiabilidad, ya que no hay una parte que se dobla por el centro. En esta tesitura, un modelo nuevo de Samsung, el Galaxy Fold, ha tenido varios problemas durante su testeo por parte de futuros clientes, que tras haberlo recibido y empezado a manejar, han visto que su pantalla, plegable, se deformaba o, incluso, se deterioraba hasta el punto de quedar inutilizable. Esto llegaba a suceder, a pesar de no quitar la película protectora de su superficie. Debido a esto, las unidades han tenido que ser prontamente devueltas al fabricante para su revisión y puesta a punto.
Se espera que, posteriormente a la revisión y una nueva prueba por parte de clientes, el Galaxy Fold no provoque más problemas de este tipo.

## ZTE Blade V9
Dispone de una pantalla FullHD de 5,7 pulgadas, y su batería de 3100 mAh alimenta el procesador octacore de 1,8ghz. El sistema operativo es Android 8.0 Oreo con una ligera capa de personalización. 
La cámara trasera es doble, de 16+5mpx, y la delantera de 13mpx. 
Su Ram es de 2 y 3gb, y su memoria interna de 16 y 32gb pero ampliable a 256gb más mediante el uso de microSD. 
También dispone de lector de huellas y reconocimiento facial. 
Dispone de una versión Vita con pantalla reducida, de 5,45 pulgadas, y un procesador octacore de 1,4 Ghz.

## ZTE Blade V10
Este modelo, lanzado en 2019, cuenta ya con pantalla infinita de 6,3 pulgadas y con la cámara frontal, de 32mpx, con forma de gota en el centro.
La batería es similar a la de los modelos V9, eficiente y durable. La doble cámara trasera también es muy similar. El procesador ya es octacore de 2,1ghz, que se integra muy bien con los 4gb Ram para ofrecer una buena experiencia con su sistema operativo Android P.
Dispone asimismo de lector de huella dactilar, y cómo no, de su versión Vita, cuya pantalla de 6,26 pulgadas es mínimamente más pequeña, disponiendo de 3gb Ram y procesador octacore de 1,6 Ghz. También corre Android P y también su memoria de 64gb es ampliable a 256gb más mediante el uso de microSD, como el V10 corriente.

## Blade A5 2020
Smartphone lanzado en noviembre de 2019. Englobado dentro de la gama de entrada. Uno de los pocos modelos que usan procesadores Spreadtrum (SC9863A). Fabricado íntegramente en plástico. Su pantalla tiene resolución HD+ 720 x 1560 píxeles. A nivel de conectividad dispone de LTE, 4.2 Bluetooth HID, Wi-Fi 2.4-5.0G, Hotspot, OTG, GPS, A-GP y radio FM. Los conectores físicos son Micro USB y jack de auriculares de 3.5mm. El sistema operativo es Android 9.0.